# Katia Ledoux
Katia Carmen Emma Ledoux (Parigi, 18 luglio 1990) è una cantante lirica francese.

## Biografia
Katia Ledoux ha studiato all'Università per la musica e le arti interpretative di Vienna e all'Università per la musica e le arti interpretative di Graz, ove era nella classe di Ulf Bästlein.

## Cronologia[1]
Nel 2014 avviene il suo debutto sulle scene come Marcellina in Le nozze di Figaro di Wolfgang Amadeus Mozart, eseguito al teatro del Palazzo di Schönbrunn a Vienna.
Nel 2017 è la madre in Amahl e i visitatori notturni di Gian Carlo Menotti diretta da Marcus Merkel all'Opera di Graz.
Nel 2019, alla De Nationale Opera di Amsterdam, è Geneviève in Pelléas et Mélisande di Claude Debussy con l'Orchestra reale del Concertgebouw diretta da Stéphane Denève. All'Opernhaus Zürich nel 2019 è Komorná in L'affare Makropulos di Leoš Janáček diretta da Jakub Hrůša, Miss Forcible in Coraline di Mark-Anthony Turnage diretta da Ann-Katrin Stöcker, a Alto Soloist in Baldassar di Georg Friedrich Händel con Jakub Józef Orliński diretta da Laurence Cummings e la terza dama in Il flauto magico di Wolfgang Amadeus Mozart diretta da Sascha Goetzel. 
Nel 2020 è une femme grecque in Iphigénie en Tauride con Cecilia Bartoli diretta da Gianluca Capuano e Carrie-Ann Matheson, Rosette in Manon di Jules Massenet diretta da Fabio Luisi e l'ostessa della locanda in Boris Godunov di Modest Petrovič Musorgskij diretta da Kirilo Ìvanovič Karabicʹ.
Nel 2021 canta il contralto solo della Petite Messe Solenelle di Gioachino Rossini con l'Orchestra Filarmonica Olandese diretta da Andrea Battistoni, che viene trasmessa dall'Opera Nazionale Olandese, e il ruolo di Cornelia nel Giulio Cesare di Georg Friedrich Händel con l'Orchestra Filarmonica di Mosca alla Philharmonia di Mosca.
Dal 2022 fa parte dell'ensemble della Volksoper di Vienna.
Nel 2022 registra l'opera La Princesse de Trébizonde di Jacques Offenbach con l'orchestra London Philharmonic Orchestra a Londra con Opera Rara e alla Staatsoper Stuttgart è la Ježibaba nella prima della Rusalka diretta da Oksana Lyniv.
Nel 2023 sostituisce un collega tenore malato nell'Orfeo all'inferno" di Offenbach ed entra nella storia cantando due ruoli (Venere e Orfeo) nella stessa serata.
Nel 2024 è la Carmen alla Schauspielhaus di Zurigo e la Bersi in Andrea Chénier alla Royal Opera House di Londra.

## Riconoscimenti
- Primo premio al concorso austriaco "Prima la musica" nel 2008
- Finalista al concorso "Ferruccio Tagliavini" nel 2017
- Insignita della "Bourse del festival di Bayreuth" nel 2018[6]
- Premio della stampa all'Internationaal Vocalisten Concours's-Hertogenbosch, nei Paesi Bassi nel 2018[7]
- Primo premio al concorso "Nordfriesischer Liedpreis"[8]
- Premio oratorio/lied al "Francisco Viñas International Singing Competition" in Barcellona nel 2022[9]